# Rosas danst Rosas
Rosas danst Rosas is een dansvoorstelling uit 1983 en een film van choreografe Anne Teresa De Keersmaeker. De filmversie werd in 1997 vastgelegd door Thierry De Mey. Rosas danst Rosas wordt gedanst door de groep Rosas van De Keersmaeker. Oorspronkelijk bestond deze uit Anne Teresa De Keersmaeker, Michèle Anne De Mey, Fumiyo Ikeda en Adriana Borriello. Later werd de choreografie ook door andere dansers vertolkt. Thierry De Mey maakte samen met Peter Vermeersch ook de muziek van de voorstelling.

## Dansvoorstelling
De choreografie met minimal music bestaat uit simpele basisbewegingen die telkens als een tic herhaald worden. Gebaren uit het dagelijks leven, soms ook felle uithalen en bewegingen die in een ritme geuit worden. De bewegingen geschieden op basis van ritmische muziek, hoofdzakelijk korte melodische en ritmische motiefjes, die bepalend is voor de momenten van uiten, waarbij de danseressen in ritme blijven maar ook regelmatig afwijken van elkaar maar daarmee toch in ritme blijven. 

## Film
De film speelt zich af tegen een verstild decor met veel glas van een oude, verlaten school, de vroegere technische school in Leuven van architect Henry Van de Velde. Tussen 1997 en 2000 werd dit gebouw verbouwd, maar het oorspronkelijke gebouw diende als decor van de dansfilm waarbij er uitgebreid gebruik is gemaakt van de geometrische en ruimtelijke kwaliteiten van het gebouw. 
De film is een zwaar gedecoupeerde versie van de voorstelling, waarin de cast van vier danseressen uit 1995 en 1996 samen met alle andere vertolksters uit de geschiedenis van voorstellingen meespelen. De danseressen in de film zijn Cynthia Loemij, Sarah Ludi, Anne Mousselet en Samantha Van Wissen.

## Prijzen
- Prix de la meilleure réalisation à l’International Widescreen Festival, Amsterdam (september 1997)
- Grand Prix International Vidéo Danse, Stockholm (1997)
- Speciale juryprijs van het International Festival for Film and New Media on Art, Athene (december 1998)